# Morten Skipper-Pedersen
Morten Skipper-Pedersen er en dansk morder.
Han blev idømt fængsel på livstid ved Retten i Lyngby i oktober 2011 for skuddrabene på sine tre børn, da de var på overnatning hos ham i en lejebolig i Birkerød. Den 9. februar 2011 blev hans tre børn - Adam på 2 år, Amanda på 8 år og Alexander på 10 år - fundet dræbt. Morten Skipper-Pedersen forsøgte derefter at tage sit eget liv ved en overdosis uden held. Han havde endvidere også givet sine børn sovemidlet Zopiclon Imovane. Børnene blev skudt med en Marlin salonriffel, som Morten Skipper-Pedersen ikke have tilladelse til. Da han blev anholdt havde han en promille på 2,89.
Morten Skipper-Pedersen blev dømt til at betale en tort-erstatning på i alt 300.000 kr. til deres fælles børns mor, Julie. Motivet for drabet skulle være hævn mod moderen, som havde fundet en ny kæreste. Morten havde efterladt et fire sider langt hadebrev til Julie, som politiet fandt på hans computer. Kl. 05.13 ringede Julie til politiet da hun var frygtede for sine børn. Politiet tog ud til hendes ex-mands adresse, hvor de kunne konstatere at børnene var blevet myrdet med geværskud.
I 2009 blev han fyret fra sit arbejde som divisionschef på grund af psykiske problemer.[kilde mangler]